# باربرا ماكسويل
باربرا ماكسويل (بالإنجليزية: Barbara Maxwell)‏ هي ضابطة أسترالية، ولدت في 6 أكتوبر 1932 في يانغون في ميانمار، وتوفيت في 17 مايو 1991 في Collaroy, New South Wales ‏ في أستراليا.